# Hellboy : L'Armée maudite
Hellboy : L'Armée maudite (Hellboy: The Lost Army) est un roman de Christopher Golden, illustré par Mike Mignola et publié pour la première fois en 1997. Cet ouvrage est le premier roman de l'auteur qui se déroule dans l'univers créé par Mignola et débuté avec Les Germes de la destruction ; il est considéré comme canon.

## Synopsis
Le Bureau de Recherche et de Défense sur le Paranormal envoie Hellboy en Égypte, afin d'aider son ancienne compagne Anastasia Bransfield, archéologue britannique, à élucider le mystère de la disparition d'une équipe du British Museum, dont faisait partie un membre de la famille royale.
Alors que des tensions avec la proche Libye laissent entrevoir le début d'une guerre, et qu'interviennent les services secrets des différents pays en jeu, Hellboy apprend que 2000 ans auparavant, une armée Perse de 50 000 hommes a été engloutie au même endroit dans le désert…
Après avoir retrouvé les restes dispersés et sanguinolents des disparus, les héros sont confrontés à la renaissance des guerriers Perses, à la menace d'une civilisation souterraine menée par un puissant sorcier, et à l'avènement de Mar-Ti-Ku, magicien exilé devenu un égal des anciens dieux…

## Personnages
Hellboy

Anastasia Bransfield : Responsable de l'équipe, Anastasia est une ancienne compagne d'Anung Un Rama, et sa plus grande histoire d'amour. Elle doit composer avec les différents acteurs de l'expédition, faire face aux évènements paranormaux et lutter avec Hellboy pour empêcher le retour de Mar-Ti-Ku.

Arun Lahiri : Historien de l'expédition, il a déjà rencontré Hellboy en 1978. Après avoir découvert un ancien pendentif, en réalité créé par le sorcier Hazred, il est perverti et perd peu à peu l'esprit. Son désir secret pour Anastasia l'amène à jalouser Hellboy, qu'il essaie de tuer après avoir subi le changement.

Capitaine Michael Creaghan : Membre du MI5 et responsable de la sécurité de l'expédition, il éprouve une forte méfiance envers Hellboy. Lors de l'attaque des guerriers Perses, il est un des seuls survivants et démissionne de son agence à la fin de cette mission.

Hazred : Adepte des sciences occultes, télépathe, Hazred découvre l'existence du magicien Mar-Ti-Ku, exilé dans un autre plan d'existence. Ce dernier, qu'il veut faire revenir sur Terre, lui accorde l'immortalité. Depuis près de 2500 ans, il dirige le peuple loyal au magicien, détruit l'armée Perse envoyée contre lui et crée un passage pour permettre le retour de son maître.

 Mar-Ti-Ku : Magicien sumérien, il est réputé être responsable de la destruction d'Atlantis, à la suite d'une déception amoureuse. Banni sur un autre plan d'existence par une confrérie de magiciens, il attend de trouver un corps pouvant abriter son essence, grâce à l'aide d'Hazred. L'arrivée d'Hellboy paraît le réceptacle idéal.

## Commentaires
- L'auteur dédie ce livre à Mike Mignola, dessinateur et créateur de l'univers d'Hellboy.
- L'aventure débute par un prologue sans lien avec l'histoire, à la manière des scènes pré-génériques des films de James Bond.